# Uno Hentz
Uno Hentz, född den 3 januari 1894 i Mörrums församling, Blekinge län, död den 27 april 1955 i Vänersborg, var en svensk ämbetsman. 
Hentz avlade studentexamen 1914 och juris kandidatexamen 1920. Han blev extra ordinarie landskontorist i Göteborgs och Bohus län 1920, landskontorist i Älvsborgs län 1921, extra länsbokhållare där samma år, länsbokhållare av andra klassen 1926, tillförordnad länsbokhållare av första klassen 1927, länsassessor 1935 och landskamrerare 1944. Hentz var även stadsfogde i Vänersborg 1921–1935 och ordförande i taxeringsnämnd 1921–1944. Han blev riddare av Vasaorden 1941 och av Nordstjärneorden 1948 samt kommendör av sistnämnda orden 1954.